# تپه محمودآباد ۱
تپه محمودآباد ۱ مربوط به سده‌های اولیه دوران‌های تاریخی پس از اسلام است و در شهرستان بوئین‌زهرا، بخش آوج، روستای محمودآباد واقع شده و این اثر در تاریخ ۱۱ شهریور ۱۳۸۲ با شمارهٔ ثبت ۹۷۷۰ به‌عنوان یکی از آثار ملی ایران به ثبت رسیده است.